# Donnie Hart
Pour les articles homonymes, voir Hart.
Donnie Scott Hart (né le 6 septembre 1990 à Bedford, Texas, États-Unis) est un lanceur de relève gaucher de la Ligue majeure de baseball qui a joué pour les Orioles de Baltimore, les Brewers de Milwaukee et les Mets de New York entre 2016 et 2019.

## Carrière
Joueur des Bobcats de Texas State, Donnie Hart est repêché par les Orioles de Baltimore au 27e tour de sélection en 2013. 
Il fait ses débuts dans le baseball majeur le 17 juillet 2016 avec Baltimore face aux Rays de Tampa Bay. En 18 manches et un tiers lancées pour les Orioles en 2016, il n'accorde qu'un point - sur un coup de circuit - pour une moyenne de points mérités de 0,49. Il affronte aussi un frappeur des Blue Jays de Toronto, qu'il retire, en séries éliminatoires lors du match de meilleur deuxième de la Ligue américaine le 4 octobre 2016.